# Xenocatantops taiwanensis
Xenocatantops taiwanensis är en insektsart som beskrevs av Cao, C. och X.-c. Yin 2007. Xenocatantops taiwanensis ingår i släktet Xenocatantops och familjen gräshoppor. Inga underarter finns listade i Catalogue of Life.